# Sielsowiet Żytlin
Sielsowiet Żytlin (biał. Жытлінскі сельсавет; ros. Житлинский сельсовет) – sielsowiet na Białorusi, w obwodzie brzeskim, w rejonie iwacewickim, z siedzibą w Chodakach.
Według spisu z 2009 sielsowiet Żytlin zamieszkiwało 1379 osób, w tym 1290 Białorusinów (93,55%), 42 Rosjan (3,05%), 36 Ukraińców (2,61%), 4 Polaków (0,29%), 3 Niemców (0,22%), 3 osoby innych narodowości i 1 osoba, która nie podała żadnej narodowości. W 2020 (po powiększeniu sielsowietu) liczba mieszkańców wyniosła 2112 osób, zamieszkujących w 870 gospodarstwach domowych.
Największymi miejscowościami są Wola z 636 mieszkańcami i Wólka Obrowska, w której mieszka 632 ludzi. Ponad 100 osób mieszka także w Chodakach (340 mieszkańców) i w Kozikach (197 mieszkańców). Żadną z pozostałych miejscowości nie zamieszkuje więcej niż 100 osób.

## Historia
26 czerwca 2013 do sielsowietu Żytlin przyłączono w całości, likwidowany sielsowiet Koziki.

## Miejscowości
- agromiasteczka:
  - Chodaki
  - Wola
  - Wólka Obrowska
- wsie:
  - Jabłonka
  - Koreczyn
  - Koziki
  - Sieradowo
  - Własowce
  - Zybajły
  - Żytlin